# Martijn van Westerop
Martijn van Westerop (Amsterdam, 22 november 1966) is een voormalig Nederlands hockeyer. Hij speelde van 1984 tot 1997 bij het eerste elftal van HC Bloemendaal, en maakte in 1993 en 1994 deel uit van de Nederlandse hockeyploeg. Hij speelde zes interlands.
Met Bloemendaal werd hij zes keer landskampioen, één keer zaalkampioen en won hij eenmaal de Europa Cup I.